# Musea van Mequinenza

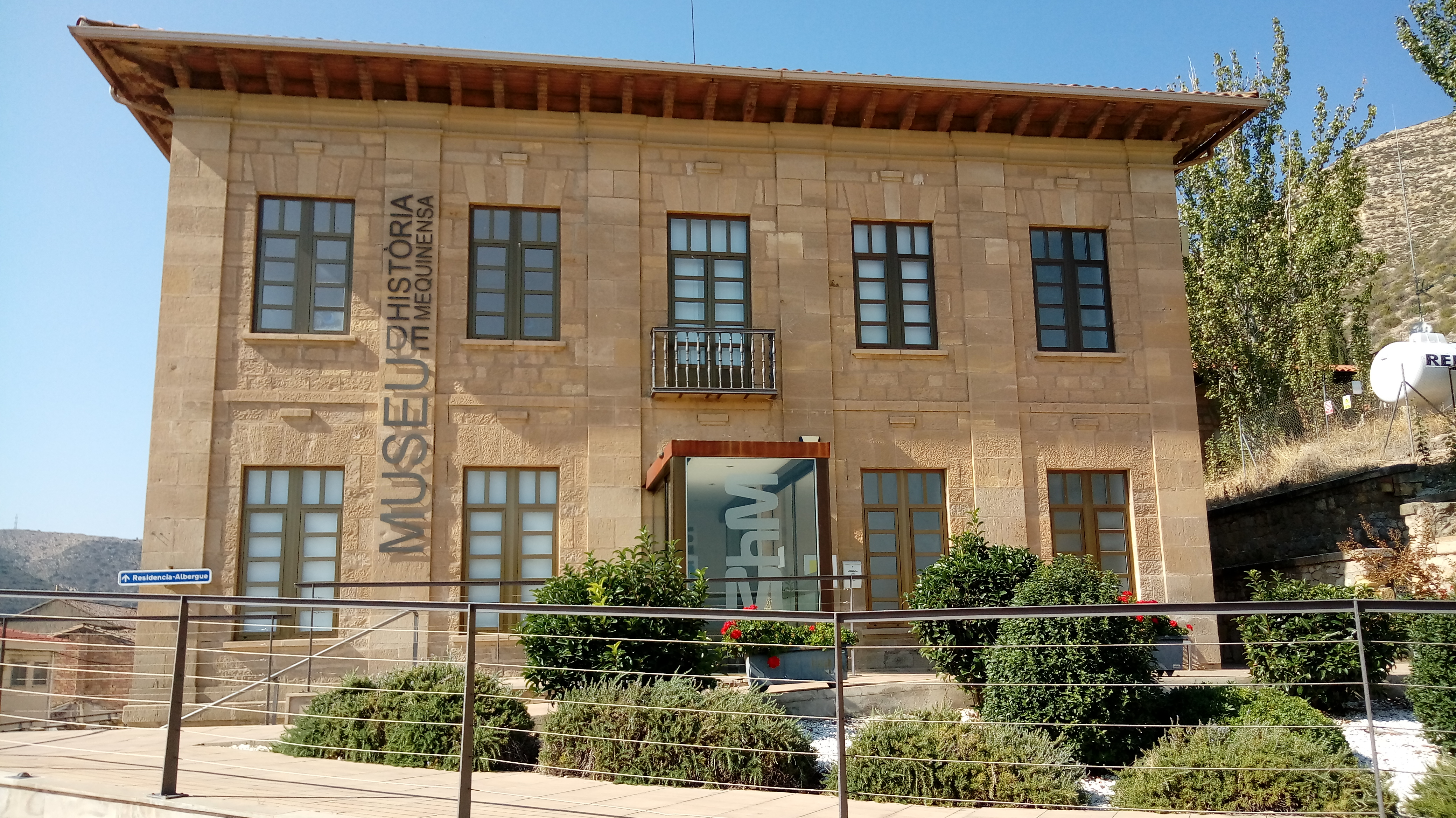
Musea van Mequinenza

Musea van Mequinenza zijn drie museumruimten in Mequinenza (Aragon, Spanje).
Ze bestaan uit het Mijnmuseum, het Museum van de geschiedenis van Mequinenza en het Museum van het prehistorische verleden. Hun doel is om het mijnbouw- en historisch erfgoed van de stad te verspreiden, en vooral van de oude binnenstad van Mequinenza, die onder de rivier de Ebro verdween na de bouw van het Ribarroja-stuwmeer. De locatie is in de María Quintana Scholengroep, gebouwd in 1927.

## Architectuur
Het gebouw, waarin het Museum van de Geschiedenis van Mequinenza is gevestigd, heeft een E-vormig plan met een langwerpig centraal lichaam dat zich uitstrekt over de voorgevel met twee zijgevels en een andere meer prominente centrale. Oorspronkelijk had het twee ingangen aan de zijkanten, die de jongensschool op de begane grond en de meisjes op de eerste verdieping van elkaar scheidden. Daarachter werd nog een klein gebouwtje gebouwd waarin de schoolkantine en de kleuterschool waren ondergebracht.
Het gebouw is gemaakt van vierkante steen, met een gewelfd dak gemaakt van tegels in Arabische stijl en een houten dakrand gemarkeerd in de stijl van de paleizen uit de Aragonese Renaissance. De ramen zijn recht, behalve enkele op de bovenverdieping, die worden bekroond door een verlaagde boog. Door zijn uiterlijk komt het in aanraking met de regionalistische stromingen van de architectuur van het eerste derde deel van de 20e eeuw.

## Erkenningen
De musea van Mequinenza maken sinds 2017 deel uit van het Iberisch Netwerk van Geomining Spaces, van de vereniging van literaire ruimtes Espais Escrits en sinds 2020 van het Wereldnetwerk van Watermusea van UNESCO .